# Colla di farina
La colla di farina è un tipo di colla economica e di facile realizzazione.
La colla di farina è molto usata per la produzione della cartapesta, in sostituzione della colla vinilica; anche se un po' sottovalutata in altri ambiti, ha una forza collante di circa 3,6 kg.